# Museu Nacional de l'Automòbil
El Museu Nacional de l’Automòbil és un museu del Principat d’Andorra dedicat a l’automobilisme.
Actualment, la col·lecció que es troba dins del museu és considerada una de les més importants del sud d’Europa, està formada per una vuitantena de vehicles (molts d'ells exemples únics al món), una seixantena de motocicletes i una mostra de bicicletes.

## El museu
Inaugurat l’any 1988, el Museu Nacional de l’Automòbil d’Andorra va néixer gràcies a la col·laboració entre el Govern d’Andorra i un grup de col·leccionistes que volien posar els seus vehicles a l’abast de tothom per mostrar el coneixement i el gaudi d’una activitat del tot emocional.
El museu està dividit en cinc plantes visitables i s’hi exposa un conjunt de més de cent vehicles d’entre finals del segle xix i els anys vuitanta del segle xx.
A part de la visita estàndard, el museu disposa d’un racó didàctic per als infants i ofereix diversos itineraris centrats en temes concrets, com la guerra o la velocitat, entre d’altres.

## Les peces més icòniques del museu
La distribució exposada en aquest article fa un recorregut cronològic i temàtic per les diverses plantes del museu.

### La planta baixa
A la planta baixa del museu es troben els vehicles més antics de la col·lecció.

#### La Pinette

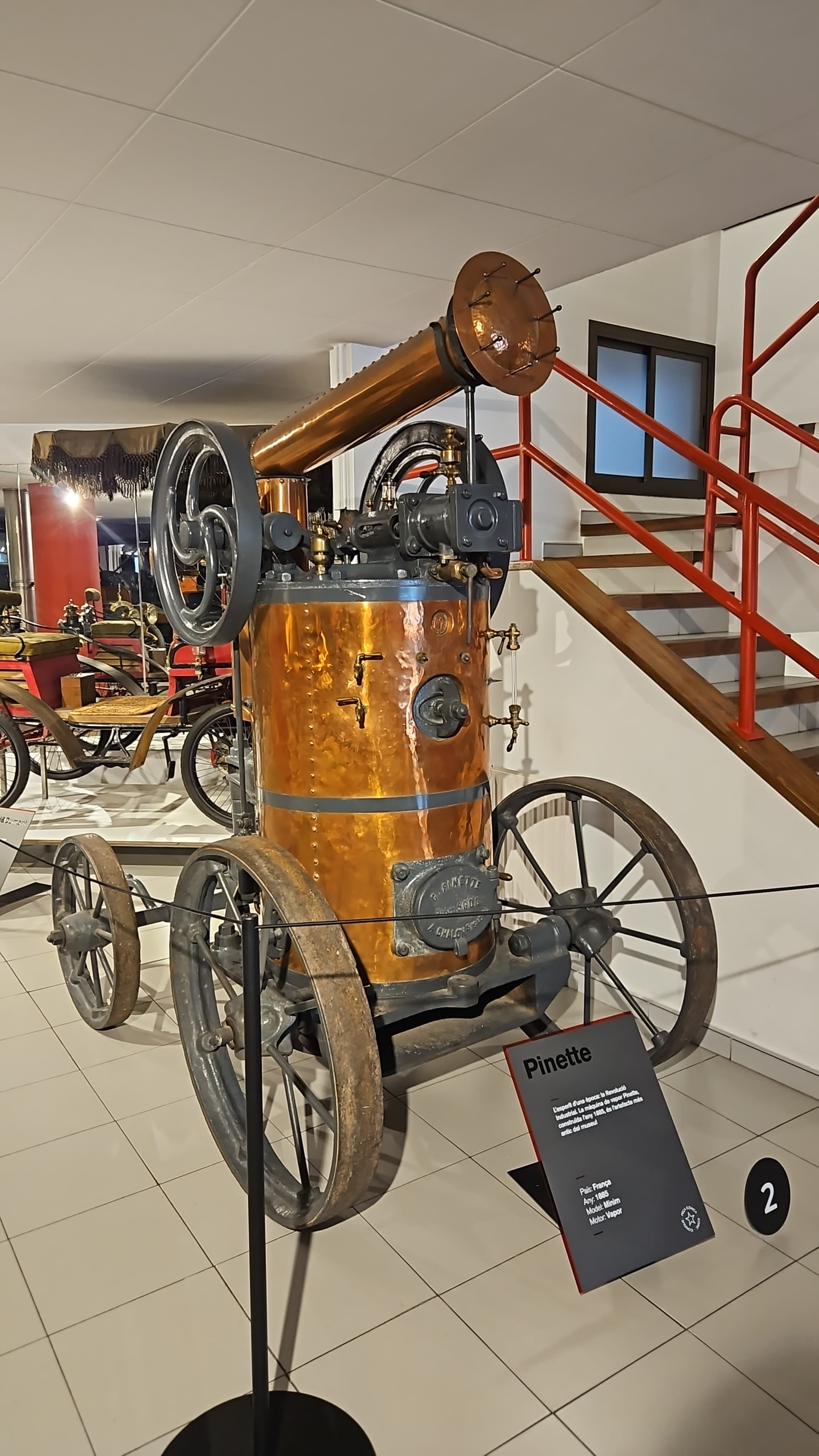
Pinnete de 1885

La Pinette (1885) és el vehicle més antic de la col·lecció i representa l’esperit de la Revolució Industrial[M8] , un moment de grans canvis a escala global. Es tracta d’una caldera de vapor que transmetia l’energia que generava a dos rodes motrius i que podia desplaçar càrregues d’un lloc a un altre. En certa manera, es pot considerar un dels primers precursors de l’automòbil.
A tall d’anècdota, en aquest vehicle podem trobar inscrites les inicials S.G.D.G., que signifiquen “sans garantie du Gouvernement” (sense garantia del Govern), és a dir que el Govern francès n’autoritzava la fabricació però no es feia responsable dels danys que pogués causar un invent tan revolucionari com aquest.

#### Renault AG-1
El Renault AG1 era el model dels taxis de París a principis del segle xx. Durant la Primera Guerra Mundial i amb motiu d’una forta ofensiva alemanya per conquerir París, l’alt comandament francès va necessitar mobilitzar amb urgència les tropes de reserva establertes a la capital. Es van requisar tots els taxis parisencs per transportar 5.000 soldats.
Va ser el primer trasllat de tropes en massa motoritzat de la història i, tot i que militarment no va ser decisiu, va tenir un impacte moral que va esperonar les tropes aliades.
El vehicle va passar a formar part de l’imaginari col·lectiu dels francesos com a alguna cosa més que un simple taxi. Familiarment, al Renault AG1 se’l va batejar com a “taxi del Marne”, en honor a la batalla en què va participar.

#### Hispano-Suiza H6B

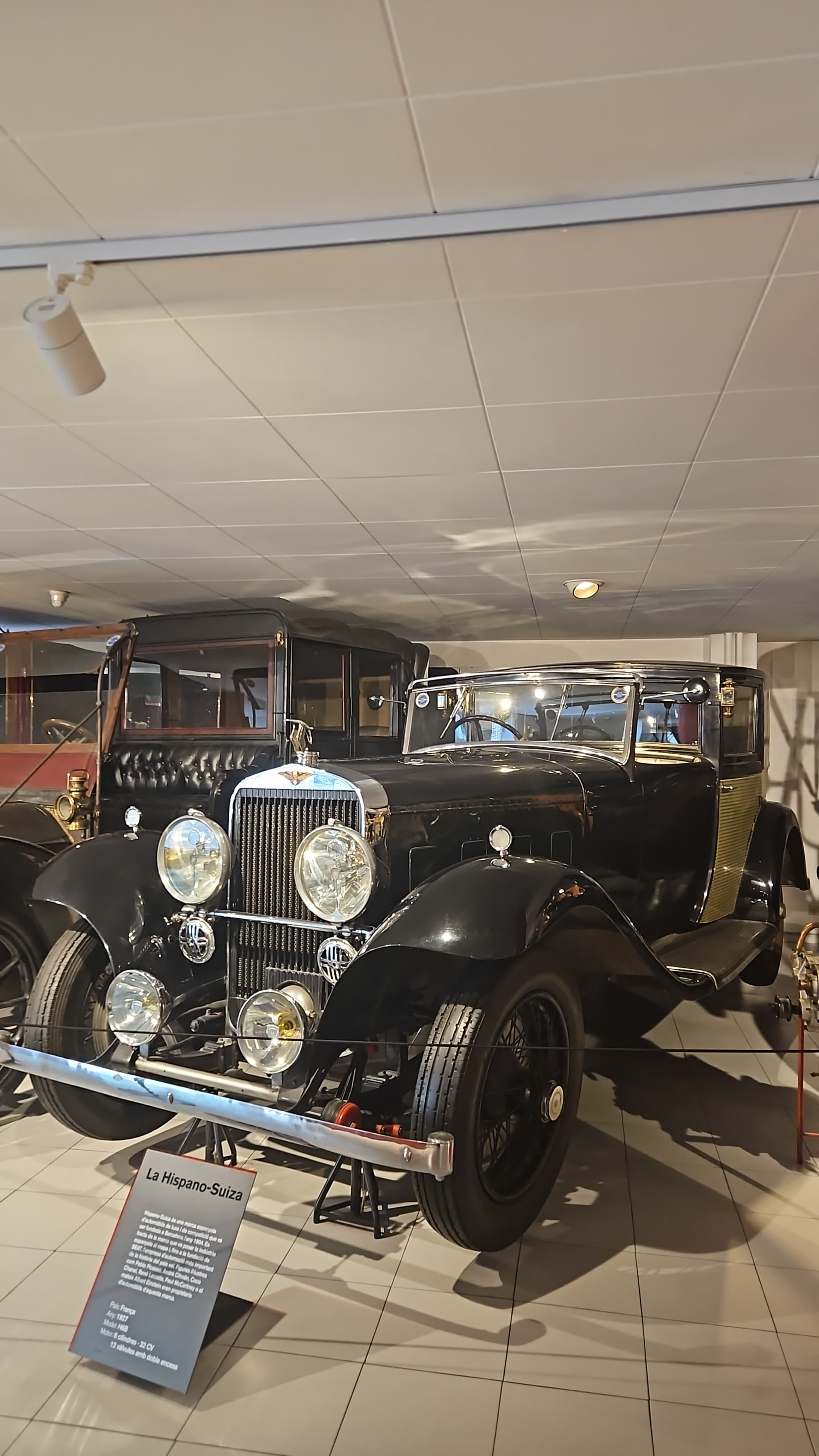
Hispano Suiza H6B del Museu Nacional de l'Automòbil d'Andorra

Hispano-Suiza és una marca espanyola d’automòbils de luxe i de competició fundada a Barcelona l’any 1904. En certa manera, aquesta marca va posar en el mapa la indústria automobilística espanyola fins a la fundació de SEAT. Aquest vehicle estava relacionat amb el luxe i estava equipat amb un seguit de comoditats i elements sumptuosos per l’època: el vehicle era també un símbol d’estatus social i un reflex de la persona que el conduïa. Models semblants a aquest Hispano-Suiza H6B eren propietat o van transportar personalitats com Alfons XIII, Pablo Picasso, André Citroën, Coco Chanel o Albert Einstein.

#### Sizaire et Ford T
La fàbrica Ford va tenir un rol destacat en el desenvolupament de la indústria de l’automòbil en aplicar el treball en cadena. Els Ford T es van poder vendre a preus molt més assequibles. La filosofia de Henry Ford, el seu fundador, resumida en paraules seves, és la següent: “Tothom pot comprar un cotxe, sempre que sigui un T i de color negre.” Tots els Ford T eren negres, ja que la pintura negra atreu els rajos del sol i s’asseca més ràpidament.
La iniciativa de Henry Ford va contribuir decisivament a estendre l’ús de l’automòbil al gros de la població. L’èxit del Ford T va ser rotund: se’n van fabricar més de 15 milions d’unitats, una xifra rècord que temps després superarien els Volkswagen escarabat, amb més de 21 milions d’unitats.

#### Naudin
Aquest model era un vehicle exclusivament de curses i va guanyar les tres primeres edicions de la prestigiosa Coupe des Voiturettes els anys 1906, 1907 i 1908. Arribava a 80 km/h.

### La primera planta

#### Soriano Pedroso P

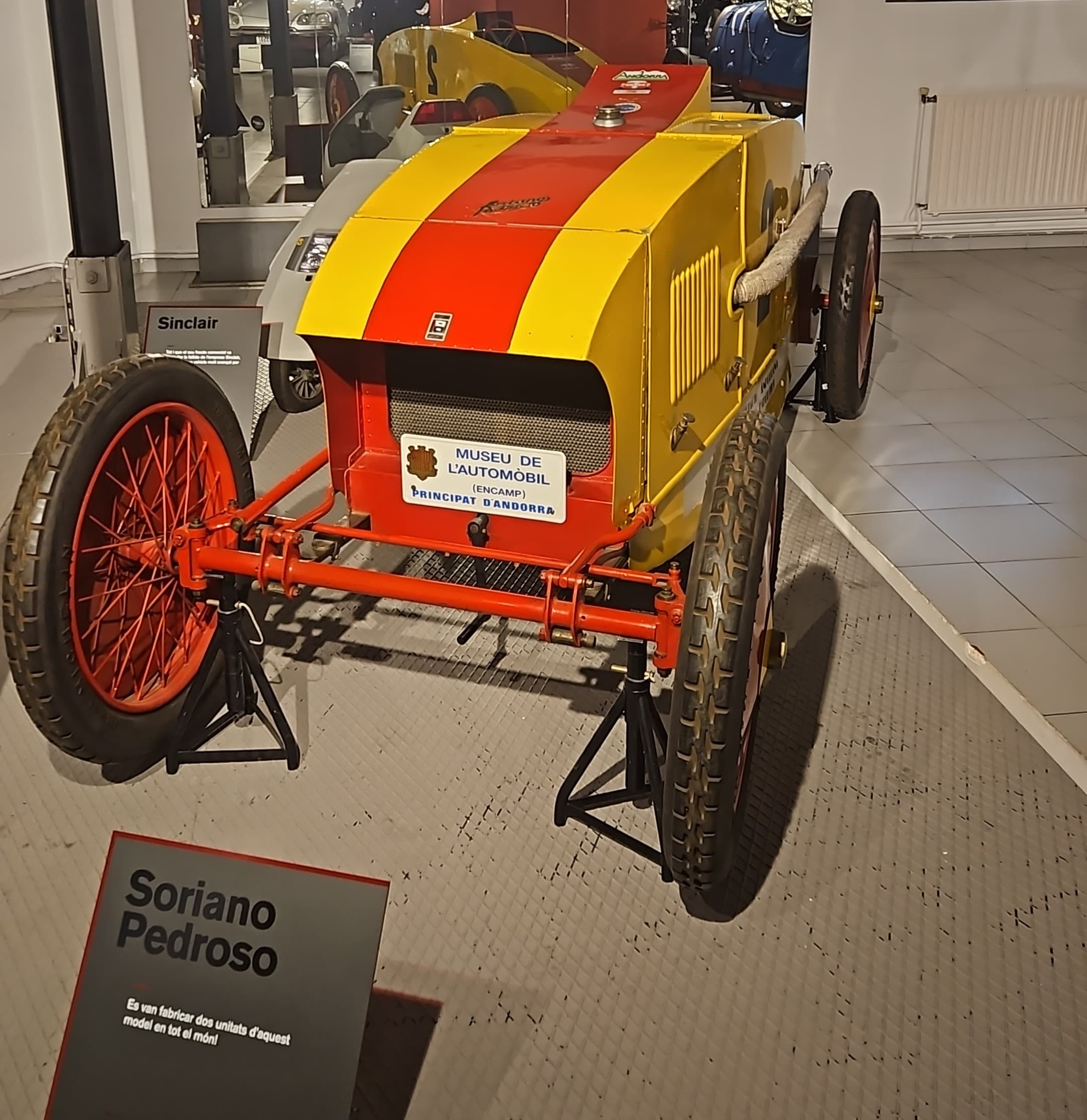
Soriano Pedroso del Museu Nacional de l'Automòbil d'Andorra

El Soriano Pedroso és un vehicle encarregat per un marquès espanyol i del qual només se’n van fer dos o tres unitats. Es tracta d’un prototip de vehicle de competició amb un motor de vuit cilindres en línia que mostra certa voluntat d’aprofitar l’aerodinàmica.
Aquest model és l’únic que ha perdurat fins als nostres dies.

#### Messerschmitt KR100
Messerschmitt era un fabricant d’avions alemany que va tenir un paper molt rellevant durant la Segona Guerra Mundial produint tot tipus d’avions per al Tercer Reich, entre els quals destacaven els caces de combat. A la fi de la guerra, l’empresa es va reinventar i va aprofitar els excedents de material bèl·lic (cabines, timons...) per fabricar un microcotxe destinat a solucionar els problemes de desplaçament de la societat alemanya.
Aquest, en concret, va ser propietat d’Yvette Groslimond, una dona suïssa establerta a Encamp. Amb aquest cotxe va fer diverses vegades el trajecte d’anada i tornada d’Andorra a Frankfurt (més de 1.300 km), com a única conductora i pràcticament sense parar.

#### Lola 29 CX 470
Aquest vehicle té un disseny de xassís que va gaudir d’un gran prestigi en el seu moment. Eren vehicles molt innovadors i oferien un rendiment i unes prestacions molt elevats. Aquests automòbils van deixar una empremta en l’especialitat de les curses de muntanya, un àmbit en què la precisió, la lleugeresa i l’aerodinàmica són factors crucials. Els vehicles de Lola es caracteritzaven pel seu disseny innovador i el seu rendiment excepcional en ascensos exigents i sinuosos.
Aquests cotxes, concebuts tant per a lleugeresa com per a la potència, van aprofitar xassissos avançats fabricats en alumini i fibra de vidre, la qual cosa els va permetre destacar en revolts tancats i trams d’alt pendent, on cada gram i cada cavall de força compten. A més, Lola va aprofitar la seva experiència en aerodinàmica per aconseguir un equilibri perfecte entre adherència i velocitat en trams de muntanya amb revolts tancats i rectes curtes. Una altra fita de la casa Lola va ser la seva participació en les carreres de resistència, especialment en les 24 Hores de Le Mans o, a escala local, en la pujada del coll d’Ordino o al coll de la Botella.

#### Buick 6.55 Pass Port 255CID
Aquest Buick va ser un dels primers automòbils que va ser propietat d’un andorrà i que va circular pel país. A principis del segle xx eren pocs els habitants de les Valls que posseïen un vehicle, i en la majoria dels casos el seu ús estava lligat a una activitat econòmica. Aquest vehicle pertanyia a una família que oferia un servei de taxi entre Andorra i Puigcerdà.

#### Citroën 2 CV
A partir dels anys seixanta del segle xx, els comuns van anar canviant els carros de morts tirats per mules per vehicles motoritzats, coincidint amb el desplaçament dels cementiris als afores dels pobles.
El primer Citroën 2 CV condicionat per a aquesta tasca i decorat amb talles de fusta que recorden els retaules va ser del poble d’Encamp. Va estar en funcionament entre els anys 1966 i 2004, i en 40 anys de servei tan sols va fer 4.175 km, recorrent els 600 metres que separen l’església del cementiri.

#### Bugatti 22 Brescia
El 26 i 27 de maig de 1923 es van disputar a França les primeres 24 Hores de Le Mans, una icònica carrera de resistència que encara avui en dia gaudeix d’un gran prestigi. La casa Bugatti va arribar a guanyar més de 1.000 competicions i un Bugatti com aquest era capaç d’arribar a 173 km/h, tota una fita per a l’any 1923.

### La segona planta

#### Les bicicletes
En aquesta mostra es pot veure una Draisina (un quadre de fusta amb dos rodes que s’impulsava amb els peus), una Gran Bi (un model que tenia una gran roda davantera amb pedals i una petita roda posterior que ajudava a mantenir l’equilibri, fet que reduïa la seva seguretat atès que permetia agafar una gran velocitat) i una “bicicleta segura” (inventada l’any 1880, és molt similar a les bicicletes actuals).

#### Els vehicles militars

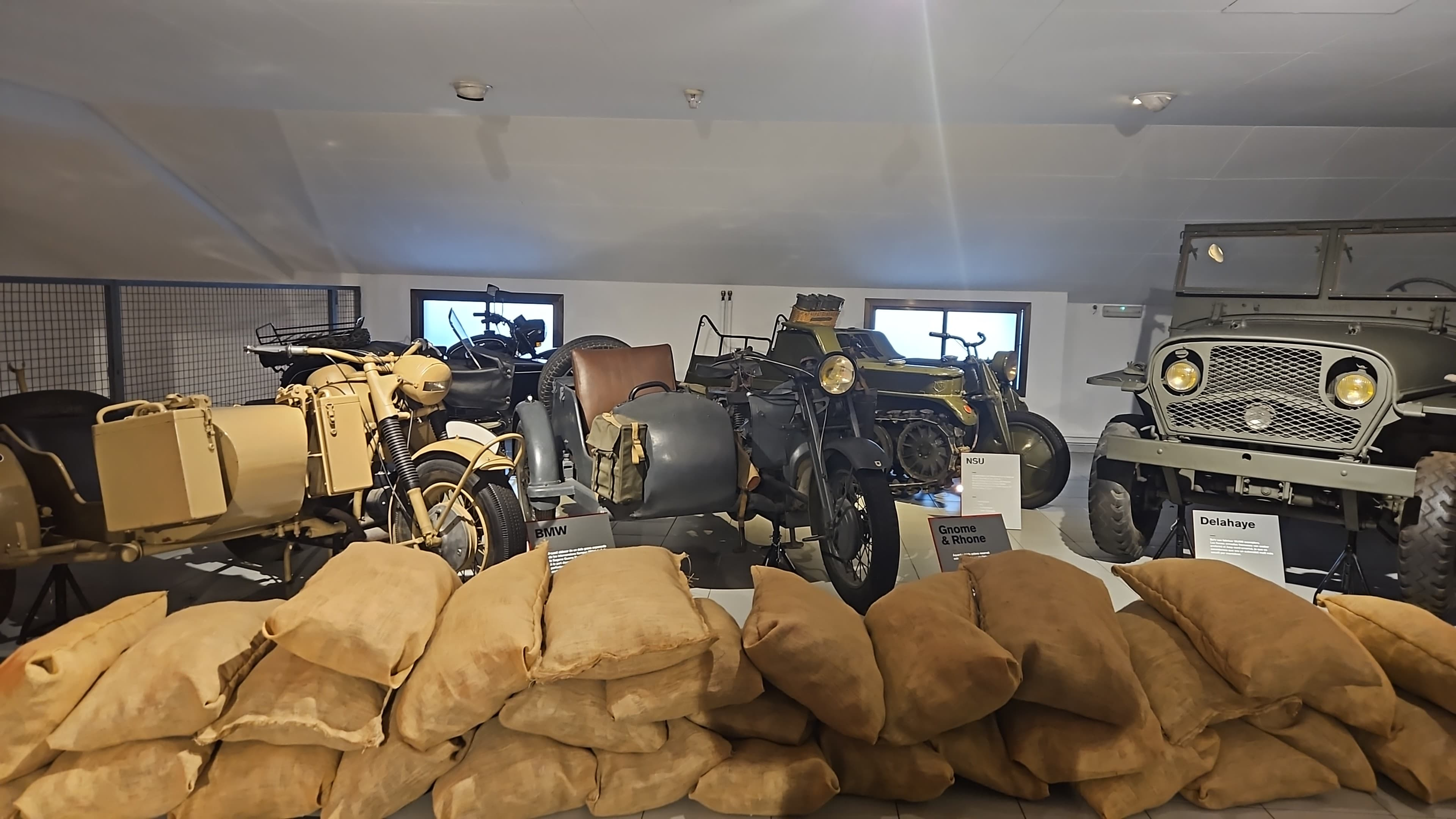
Vehicles de guerra del Museu Nacional de l'Automòbil

Com a vehicles militars de la Segona Guerra Mundial hi ha exposats els sidecars, la tanqueta amb eruga de l’exèrcit alemany (coneguda com a xenilla) i un jeep Delahaye, l’equivalent francès al conegut Willys de l’exèrcit estatunidenc.
Un cop acabada la Segona Guerra Mundial, Andorra seguia sent un país eminentment agrícola i els primers tractors no van arribar fins a mitjan dècada dels cinquanta. Les feines del camp es feien amb força humana o, en el millor dels casos, amb l’ajuda d’animals.
La importació de vehicles i altres elements de desballestament procedents dels excedents de la Segona Guerra Mundial va ser molt important, i molts agricultors andorrans van adquirir-los no tan sols com a transport, sinó perquè tenien una gran força de tracció per llaurar el terreny.

#### La col·lecció de motos
També es pot veure un seguit de motos exposades de marques reconegudes, com Yamaha, Wankel i Vespa, encara que destaca la Baylen Guay, una moto infantil per fer motocròs fabricada al taller andorrà Baylen Motos, que és l’únic intent conegut de fabricació d’un vehicle motoritzat en sèrie al país.

#### Els monoplaces de competició
A més a més, es poden observar quatre monoplaces de competició: dos de la marca M.E.P., un René Bonnet, que té el mèrit d’haver guanyat les 24 Hores de Le Mans amb el primer motor central ubicat a l’eix del darrere, i un DB Racer, que va obtenir diversos èxits en competicions esportives. Val a dir que un DB Racer es va veure involucrat en el tràgic accident de les 24 Hores de Le Mans de 1955, en què van morir 83 espectadors.

### El primer soterrani

#### Renault A

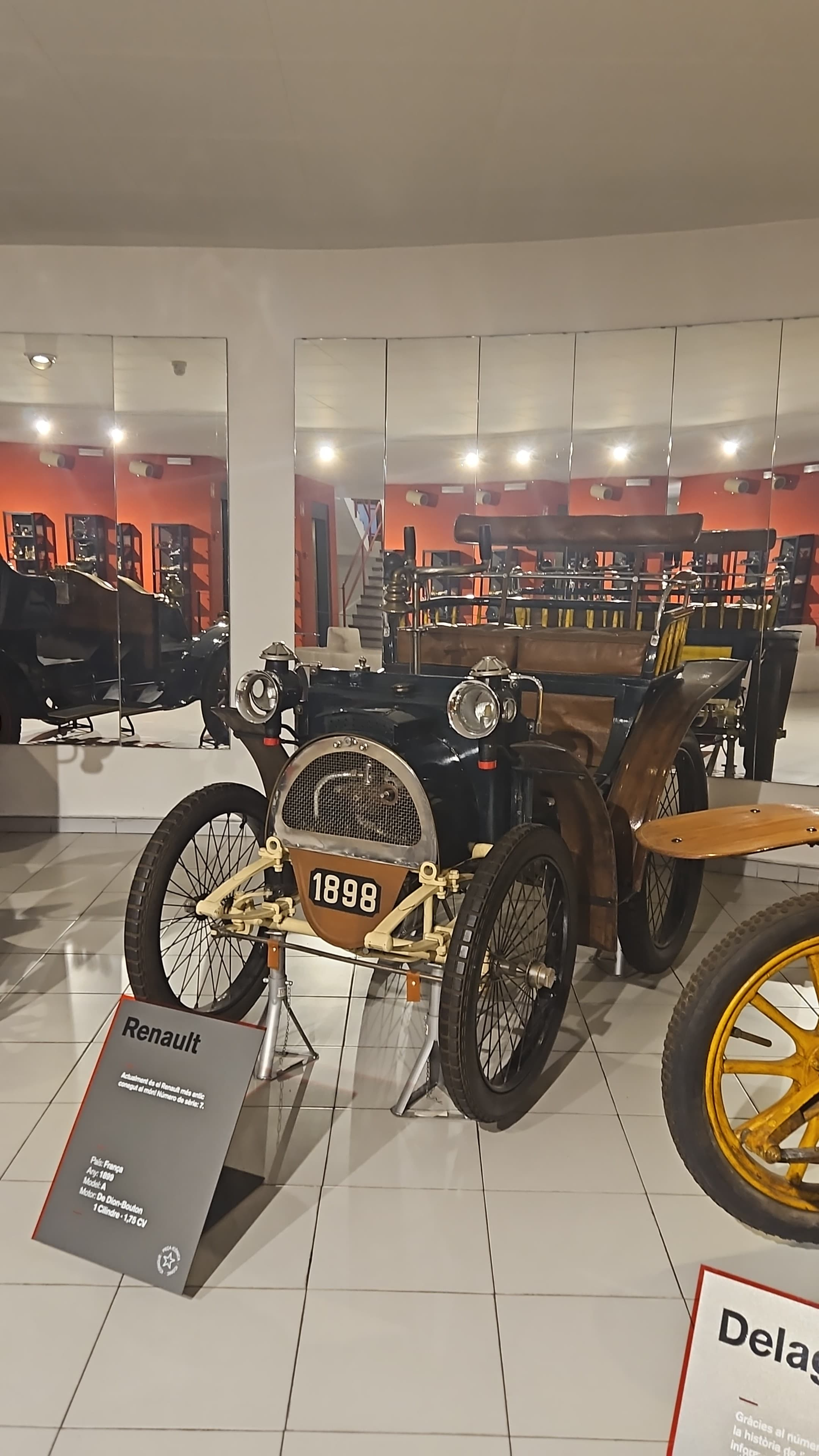
Renault A del Museu Nacional de l'Automòbil d'Andorra.

És una de les peces més importants del museu, atès que és el Renault més antic que es conserva en tot el món. Aquest Renault té el número de sèrie 7; els altres sis Renault A no s’han conservat o localitzat.
Com a particularitat, és un vehicle que en lloc d’emprar fars de carbur o elèctrics utilitza espelmes.

#### Els Rolls-Royce
Amb el temps, els vehicles adquirien unes formes elegants i estilitzades, com els Rolls-Royce de gran luxe que es poden visitar al museu (Phantom II, Silver Wraith i Silver Cloud II).
El nom Rolls-Royce correspon a la juxtaposició dels cognoms dels dos fundadors de l’empresa, Charles Rolls i Henry Royce, i forma el logotip de la marca juntament amb una petita figura coneguda com l’“Esperit de l’Èxtasi”. Una curiositat de la marca que es pot veure al museu és el canvi de color de les lletres del logotip, que, mentre que al Silver Cloud són vermelles, al Silver Wraith passen a ser negres, com a mostra de dol per la mort dels fundadors.
El Silver Cloud II ha estat considerat per alguns entesos del món del motor com el millor vehicle del món.

#### Talbot Lago Record
Com a model esportiu també s’hi pot veure el Talbot Lago Record, que arribava  a 175 km/h. Talbot era un fabricant d’automòbils principalment esportius que va dissenyar els seus propis monoplaces, que van competir a la Fórmula 1 entre 1950 i 1952.

#### Citroën CX Prestige
El Citroën Prestige CX que hi ha exposat va ser el primer cotxe oficial que hi va haver al Principat. Es tracta d’una versió luxosa i blindada del popular Citroën CX, equipada amb telèfon per satèl·lit i carrosseria i vidres blindats. Va ser un regal del copríncep francès Valéry Giscard d’Estaing l’any 1980, dos anys després de la seva visita al país, com a vehicle oficial d’Andorra, i va estar en ús entre aquell any i el 1986.

### El segon soterrani

#### Lancia Stratos

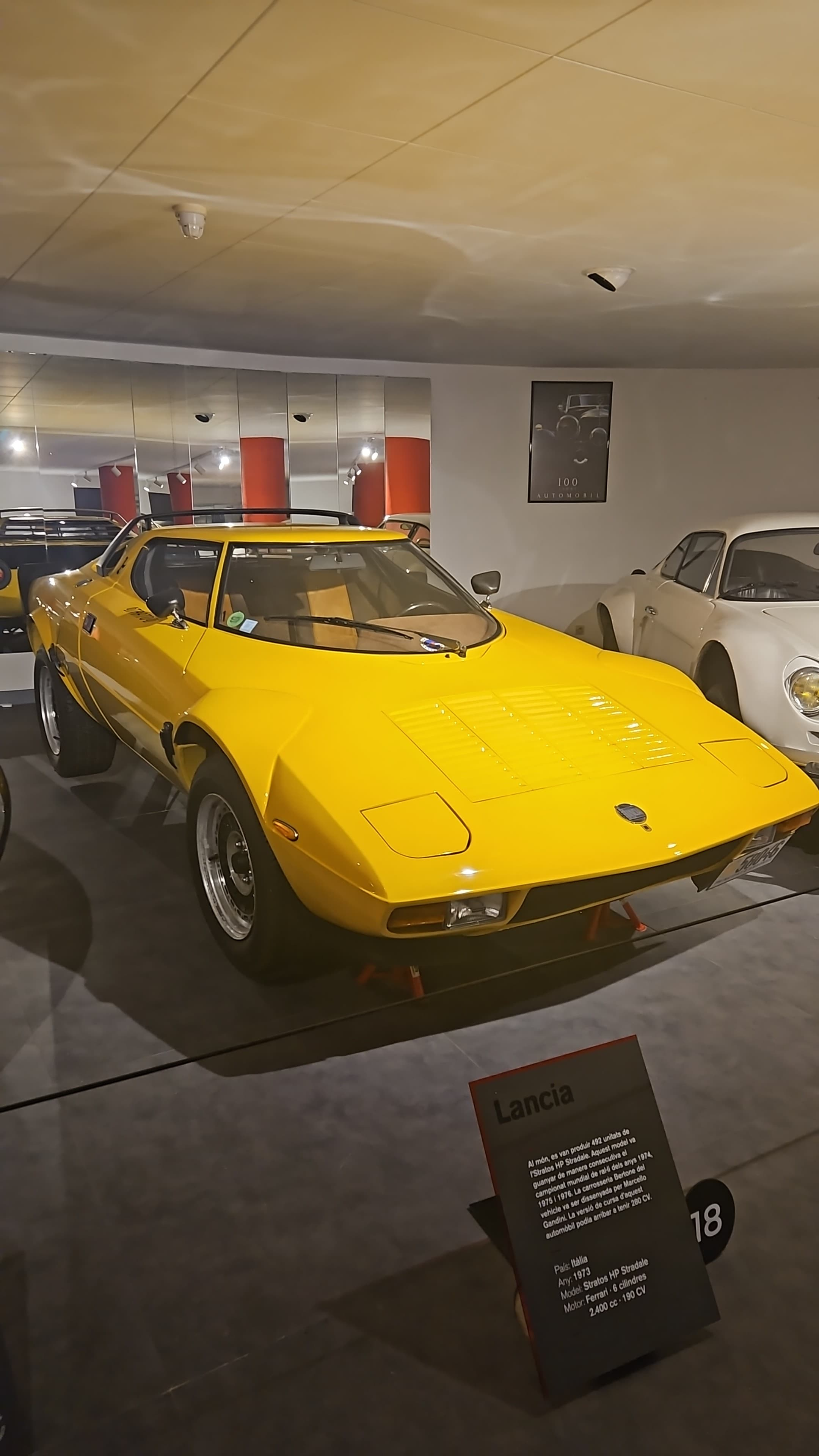
Lancia Stratos del Museu Nacional de l'Automòbil d'Andorra

Al món, es van produir 492 unitats de l’Stratos HP Stradale. Aquest model va guanyar de manera consecutiva el campionat mundial de ral·li dels anys 1974, 1975 i 1976.
La carrosseria Bertone del vehicle va ser dissenyada per Marcello Gandini. La versió de cursa d’aquest automòbil podia arribar a tenir 280 CV.

#### Chevrolet Corvette L-48
Les corbetes són petites embarcacions de guerra molt veloces.
Els executius de General Motors es van inspirar en aquests vaixells per batejar el nou superesportiu de dos places de la marca Chevrolet. Aquest vehicle, en certa manera, encarnava l’esperit de l’estil americà i dels muscle car o tuning.

#### Mercedes Benz 220 DL
És un exemplar amb un alt significat històric, testimoni de la història recent, ja que des del principi de la dècada dels cinquanta del segle xx va transportar viatgers a Besiers, Narbona i altres poblacions del sud de França.

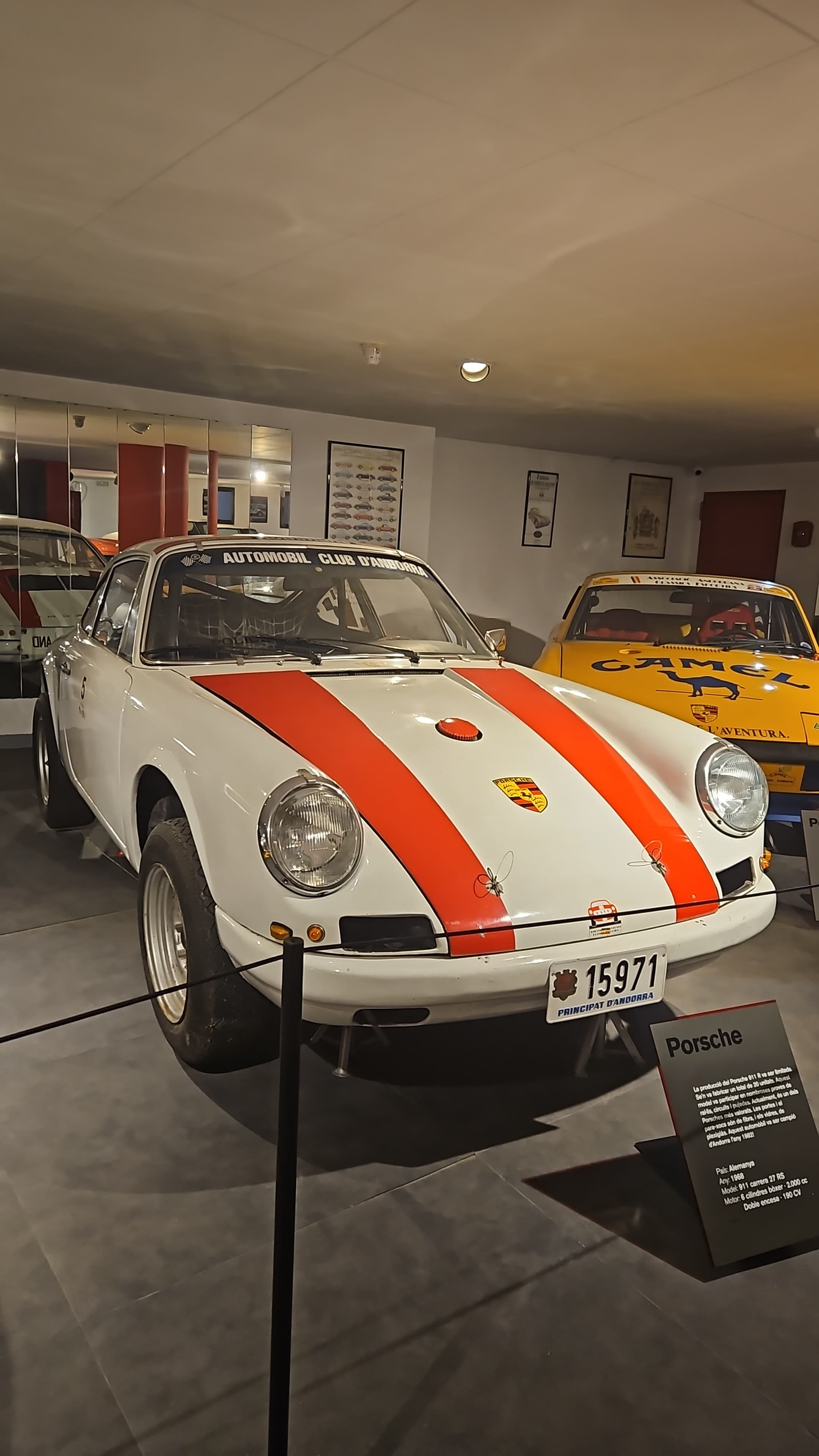
Porsche 911 del Museu Nacional de l'Automòbil d'Andorra

Val a dir que aquest vehicle té exposada a la calandra una medalla que celebra el fet d’haver superat el milió de quilòmetres amb el mateix motor.

#### Porsche 911 Carrera 27 RS
La producció del Porsche 911 R va ser limitada. Se’n va fabricar un total de 20 unitats. Aquest model va participar en nombroses proves de ral·lis, circuits i pujades.
Actualment, és un dels Porsches més valorats. Les portes i el para-xocs són de fibra, i els vidres, de plexiglàs. Aquest automòbil va ser campió d’Andorra l’any 1982.

#### Jaguar E
Es tracta d’un prototip de la versió cupè. Únicament se’n van fabricar quatre unitats al món. Entre l’any 1961 i el 1964, el model E va fer 24 pòdiums en diverses curses prestigioses.